# 63e bataillon de chasseurs alpins
Le 63e bataillon de chasseurs alpins (63e BCA) est une unité militaire dissoute de l'infanterie alpine française (chasseurs alpins) qui participa notamment aux deux conflits mondiaux.

## Création et différentes dénominations
- 1914: formation, du 3 au 5 août à La Bocca, du 63e bataillon de chasseurs alpins, à partir du 23e BCA,
- 1919 : dissolution en mars du bataillon,
- 1939 : nouvelle création du 63e BCA, comme bataillon de réserve de série A
- 1940 : dissolution.

## Historique des garnisons, campagnes et batailles

### Première Guerre mondiale

#### Rattachements successifs
- 65e Division d'Infanterie d'août à septembre 1914,
- 47e Division d'Infanterie de février à novembre 1915,
- 46e Division d'Infanterie, 3e groupe de Chasseurs d'octobre 1917 à mars 1918.

#### 1914
Flaucourt. Péronne. Verberie-sur-Oise. Bouillancy. Gonfrécourt. Vingré. Autrêches (lieu-dit Chevillecourt), Oise. Vailly.

#### 1915
Crouy. Alsace (Sillakerkopf, Reichacherkopf. Col du Bonhomme, Ilienkopf), bataille du Reichsackerkopf.

#### 1916
Alsace (Barrenkopf). Vosges (Tête de Faux). Somme (Maurepas, Rancourt, St-Pierre Waast). Alsace (Hilsenfirst).

#### 1917
Loivre. Chemin des Dames.(Californie). Italie.

#### 1918
Italie (Monte Tomba, Monte Fenera). Belgique (Dickebusch). Champagne (Mesnil-les-Hurlus). Picardie (Beuvraignes, Beaulieu-les-Fontaines). St-Quentin. Canal de la Sambre (Boué).

## Traditions

### Drapeau
Comme tous les autres bataillons et groupes de chasseurs, leN e BCA ne dispose pas d'un drapeau propre. (Voir le drapeau des chasseurs).

## Sources et bibliographie
- Bataillon de chasseurs durant la grande guerre.
- Citations collectives des bataillons de chasseurs de 1914-1918.